# Lady Henderson präsentiert
Lady Henderson präsentiert (Originaltitel Mrs. Henderson Presents) ist eine Filmkomödie des britischen Regisseurs Stephen Frears über das Music Hall/Vaudeville-Theater Ende der 1930er im Londoner West End (und dessen Musical-Revue/Varieté-Betrieb). Der Film basiert auf einem Originaldrehbuch von Martin Sherman und wurde unter anderem von dem Filmstudio BBC Films produziert. Seine Premiere fand auf dem Toronto Film Festival 2005 statt, der deutsche Kinostart folgte am 22. Juni 2006.

## Handlung
London, im Jahre 1937: Die resolute Mrs. Laura Henderson kehrt nach einem langen Aufenthalt in Indien in ihre Heimat England zurück. Die 69-Jährige, die ihren geliebten Gatten vor kurzer Zeit begraben musste, langweilt sich bald in der englischen Metropole. Laura Henderson ist es zuwider, einen ruhigen und leisen Lebensabend als wohlsituierte Witwe zu verbringen. Ihre Freundin Lady Conway rät ihr, sich ein Hobby zu suchen. Doch anstatt Juwelen zu sammeln oder karitativ tätig zu werden, kauft Mrs. Henderson zur Überraschung ihrer Freunde ein heruntergekommenes Theater und lässt es als Windmill Theatre im Herzen von Soho renovieren und ausbauen.
Da die neue Besitzerin nicht die geringste Erfahrung in der Theaterbranche besitzt, wird der Manager Vivian Van Damm engagiert, ein wahrer Profi im Showgeschäft, der sich aber nicht wirklich mit der exzentrischen und provokativen Arbeitgeberin anfreunden kann. Zu sehr mischt sich Mrs. Henderson in seine Arbeit ein, worauf der autokratische Impresario die alte Dame zornig aus dem Windmill Theatre verbannt. Doch Mrs. Henderson lässt sich nicht so leicht unterkriegen und verkleidet als Geisha und als Polarbär überwacht sie neugierig Van Damms Arbeit. Die Liebe-Hass-Beziehung der beiden sorgt stets für Zündstoff, trägt aber auch Früchte. Van Damms entwickelt das „Revuedeville“, ein Konzept für nonstop Entertainment. Damit gelingt es dem Windmill Theatre nach holprigem Beginn, allmählich in der Theaterszene Fuß zu fassen.
Als aber die anderen Londoner Theater die Idee Van Damms kopieren, ist es an Laura Henderson, einen Ausweg aus der Misere zu finden. Sie kommt auf die Idee, die Zuschauer mit nackten Mädchen ins Windmill Theatre zu locken. Entgegen Van Damms Erwartungen gelingt es Mrs. Henderson, den befreundeten Zensor Lord Chamberlain mit dem nötigen Charme von ihrem Einfall zu überzeugen. Doch der gibt nur unter einer Bedingung klein bei. Die nackten Mädchen dürfen sich nicht auf der Bühne bewegen, sondern können nur als emotions- und bewegungslose Kunstwerke herhalten.
Windmills lebende Bilder werden zu einem sensationellen Erfolg, doch mit Beginn des Zweiten Weltkrieges und den Bombardierungen Londons droht die Regierung alle Stadttheater zu schließen. Mrs. Henderson kämpft für den Spielbetrieb ihres Theaters, das vor allem zur Ermunterung der britischen Truppen dient. Die exzentrische Dame hat Erfolg und das Windmill Theatre ist das einzige Theater Londons, das ab 1940 durchgängig den Spielbetrieb aufrechterhält.

## Entstehungsgeschichte
Drehbuchautor Martin Sherman ließ sich bei seinem Skript von einer wahren Geschichte inspirieren. Im Jahre 1931 kaufte Laura Henderson das Palais de Luxe, ein kleines Kino in der Great Windmill Street im Londoner Stadtteil Soho. Das Haus wurde renoviert, umgebaut und als Theater namens The Windmill am 22. Juni 1931 wiedereröffnet. Das Theater schrieb rote Zahlen, ehe Mrs. Hendersons neuer Manager Vivian Van Damm die zündende Idee hatte, im Stil des Folies Bergères in Paris eine nonstop Musical Revue zu etablieren.
Mit dem Titel Revudeville eröffnete die Show am 3. Februar 1932. Die Vorstellungen fanden täglich von 14.30 bis 23 Uhr statt, und in wenigen Jahren wurde das Windmill Theatre eine feste Größe in der Londoner Szene. Das Geschäft florierte erst recht, als Henderson und Van Damm sich dazu entschlossen, das erfolgreiche Moulin Rouge in Paris zu kopieren und nackte Mädchen auf der Bühne zu präsentieren. Um die Zensoren milde zu stimmen, mussten die Mädchen komplett emotionslos wie Statuen auf der Bühne verharren, in unterschiedlichen Settings, so genannten nackten tableaux vivants zu Themen wie Meerjungfrauen, Indianer, Annie Oakley und Britannia.
Das Windmill avancierte zum einzigen Theater Londons, das (mit Ausnahme 12 vorgeschriebener Tage von 4. bis 16. September 1939) den gesamten Zweiten Weltkrieg über seinen Spielbetrieb fortführte, u. a. auch während der schwersten Luftangriffe, dem so genannten The Blitz, vom 7. September 1940 bis 11. Mai 1941. In dieser Zeit waren die Showgirls und einige Schauspieler in den zwei Kellergeschossen des Theaters untergebracht, ein Umstand, der dem Theater seinen legendären Slogan „We never closed“ (dt.: „Wir schlossen niemals“) einbrachte. Nach dem Tod von Laura Henderson im Alter von 84 Jahren im Jahre 1944, ging das Theater in den Besitz von Vivian Van Damm über, und viele berühmte Komiker und Schauspieler absolvierten im Windmill ihre ersten Auftritte wie Jimmy Edwards, Tony Hancock, Harry Secombe und Peter Sellers. Die letzte Revudeville-Show wurde 1964 gezeigt.
Für die Vorbereitung besuchte Drehbuchautor Martin Sherman das Musical Museum in Hammersmith und setzte sich dort mit jeglichen Artefakten auseinander, die mit dem Windmill Theatre zu tun hatten. Sherman ließ über vierzehn Musiknummern in die finale Drehbuchfassung einfließen, ein Umstand, der für Regisseur Stephen Frears eine Herausforderung darstellte, da er noch nie mit so viel Musik gearbeitet hatte. Als Vorbereitung las Frears Bücher über Arthur Freed, der für die MGM Musicals wie Das zauberhafte Land (1939) oder Singin’ in the Rain (1951) arrangiert hatte. Für die Musik wurde der Komponist George Fenton verpflichtet, für den Lady Henderson präsentiert seit dem Drama Bloody Kids im Jahre 1979 die neunte Zusammenarbeit mit Frears bedeutete. Die Studioarbeit fand in den Shepperton Studios in Surrey, England, statt. Als weitere Kulisse diente Cliveden House in Buckinghamshire.

## Veröffentlichung
Lady Henderson präsentiert feierte seine Premiere am 9. September 2005 auf dem Toronto Film Festival. Nachdem der Film unter anderem am 7. Oktober auf dem Chicago International Film Festival und am 8. Oktober auf dem französischen Dinard Festival of British Cinema gezeigt wurde, startete die Komödie am 25. November 2005 in den britischen Kinos.
Der Film startete in ausgewählten Kinos in New York und Los Angeles am 9. Dezember 2005 und konnte am Eröffnungswochenende eine Summe von ca. 55.000 US-Dollar einspielen. Ein landesweiter limitierter Kinostart in den Vereinigten Staaten erfolgte am 25. Dezember 2005. Bis zum 28. Mai 2006 spielte Lady Henderson präsentiert allein in den Vereinigten Staaten mehr als 11 Mio. US-Dollar ein.

## Kritiken
Stephen Frears Werk, das der Regisseur selbst als „dramatische Komödie mit Musik“ betitelte, wurde von der Kritik ambivalent aufgenommen. Während die Schauspielleistungen der beiden Hauptdarsteller Judi Dench und Bob Hoskins gelobt wurden, kritisierte man Stephen Frears Inszenierung als zu statisch. Dem Drehbuch von Martin Sherman attestierte man zu wenig Konflikte und nicht genügend entwickelte Charaktere neben denen von Laura Henderson und Vivian Van Damm.
- „Vom Anfang bis zum Ende ein absolutes Vergnügen.“ (Hollywood Reporter)
- „Genauso wie es immer ein England geben wird, gibt es immer eine bestimmte Art englischer Film: hochpoliertes Entertainment, gut gespielt, vornehm unterhaltend und unfehlbar ausgefallen.“ (Los Angeles Times)
- „Es gibt nicht viel zu sehen in 'Mrs. Henderson Presents' außerhalb der skurrilen Pärchenroutine, einiger bunter Musical-Nummern und kunstvoller Nacktheit.“ (New York Times)
- „Dench und Hoskins liegen sich mit einer liebevollen Bissigkeit in den Haaren, die hilft, die der Geschichte anhaftende Sentimentalität zu entschärfen, und das Resultat ist eine zugegebenermaßen unwesentliche, aber authentische Feiertagsfestlichkeit.“ (Time Magazine)
- „Der Film bekommt Auftrieb durch die Respekt einflößende Judi Dench, die eine bittere Version einer formidablen Frau abgibt. Aber das Ausbleiben handfester Konflikte oder befriedigend entwickelter Charaktere um sie herum, ist problematisch.“ (Variety)

## Auszeichnungen
Lady Henderson präsentiert erhielt für die Oscar-Verleihung, die am 5. März 2006 stattfand, zwei Nominierungen, darunter Judi Dench als Beste Hauptdarstellerin. Bei der Verleihung der Golden Globe Awards war der Film in drei Kategorien nominiert. Hauptdarstellerin Judi Dench und der Film mussten sich James Mangolds Biopic Walk the Line geschlagen geben, während Nebendarsteller Bob Hoskins gegenüber George Clooney (Syriana) das Nachsehen hatte. Bei der Verleihung des British Academy Film Awards, der am 19. Februar verliehen wurde, war Stephen Frears Film in vier Kategorien nominiert, konnte sich aber nicht gegen die Konkurrenz durchsetzen.

### Oscar 2006
- nominiert in den Kategorien
  - Beste Hauptdarstellerin (Judi Dench)
  - Beste Kostüme

### British Academy Film Awards 2006
- nominiert in den Kategorien
  - Beste Hauptdarstellerin (Judi Dench)
  - Bestes Original-Drehbuch
  - Beste Filmmusik
  - Beste Kostüme

### Golden Globe Awards 2006
- nominiert in den Kategorien
  - Bester Film – Komödie/Musical
  - Beste Hauptdarstellerin – Komödie/Musical (Judi Dench)
  - Bester Nebendarsteller (Bob Hoskins)

### Weitere
British Independent Film Awards 2005
- nominiert in den Kategorien
  - Bester britischer Independentfilm
  - Beste Regie
  - Bester Hauptdarsteller (Bob Hoskins)
  - Beste Hauptdarstellerin (Judi Dench)
  - Beste Nebendarstellerin (Kelly Reilly)
  - Vielversprechendste Nachwuchshoffnung (Thelma Barlow)
  - Bestes Drehbuch
  - Beste technische Leistung (Kostüme)

National Board of Review 2005
- Bestes Schauspielensemble

Satellite Awards 2005
- nominiert in der Kategorie Beste Hauptdarstellerin – Komödie/Musical (Judi Dench)

Screen Actors Guild Awards 2006
- nominiert in der Kategorie Beste Hauptdarstellerin (Judi Dench)

## Bühnen-Musical
Basierend auf dem Film entstand ein Bühnen-Musical, das im Jahr 2015 Premiere feierte.